# Robinsonnade

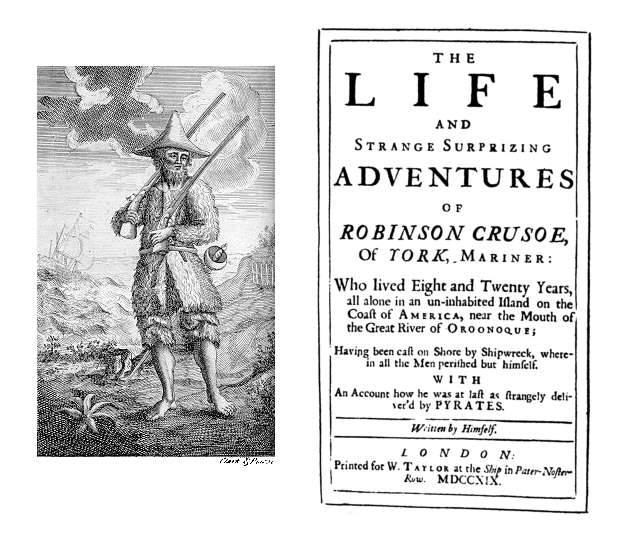
Première édition de Robinson Crusoé de Daniel Defoe (1719).

La robinsonnade (en allemand et en anglais robinsonade) est un genre littéraire, mais aussi cinématographique, qui tient son nom de Robinson Crusoé, roman de Daniel Defoe publié en 1719. La robinsonnade est parfois considérée comme un sous-genre du roman d'aventures (ou du film d'aventure). Le terme de robinsonnade a été créé et utilisé pour la première fois en 1731 par l’écrivain allemand Johann Gottfried Schnabel dans l'introduction de son ouvrage Die Insel Felsenburg.

## Caractéristiques
Sur l’exemple de Robinson Crusoé, le héros se retrouve isolé de sa civilisation d’origine (généralement sur une île déserte ou inconnue), à la suite d’un accident. Le héros doit alors improviser les moyens de sa propre survie dans un univers qui lui est souvent inamical.
Bien que l'île soit le théâtre de beaucoup de robinsonnades, d'autres œuvres proposent des variantes de décors, tout en reprenant les mêmes principes.
Le genre peut être adapté à la science-fiction avec des héros perdus dans l’espace, voire dans le temps. C’est aussi le cas d’un certain nombre de romans ou de films post-apocalyptiques.
Certaines des œuvres du genre, souvent celles du XXe siècle, se sont tournées vers une critique de civilisation comme Sa Majesté des mouches et Vendredi ou les Limbes du Pacifique.

## Liste non exhaustive de robinsonnades

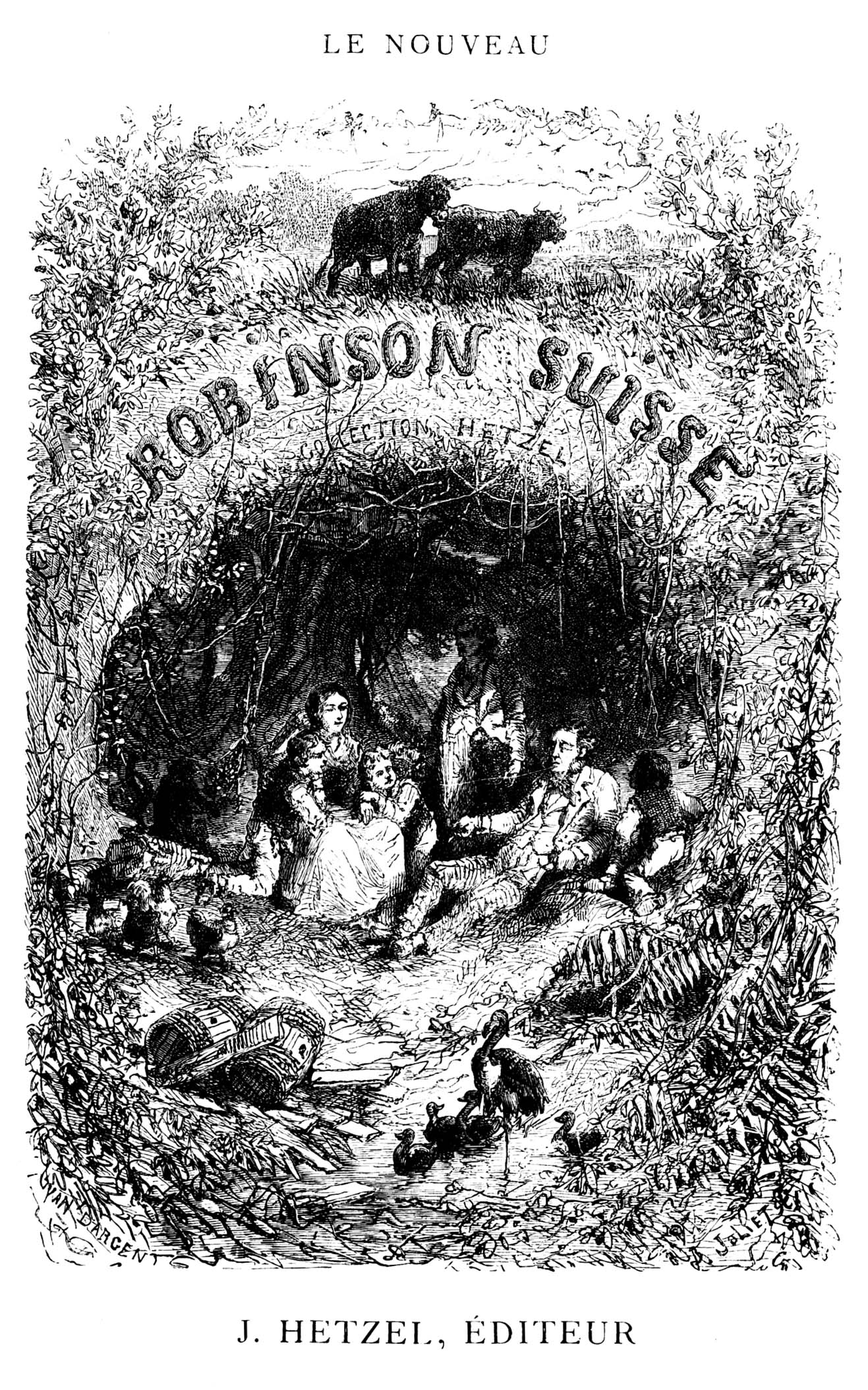
Frontispice de la deuxième traduction française (1866) du Robinson suisse de Johann David Wyss (1812).

### Littérature
- Daniel Defoe, Robinson Crusoé, 1719.
- Johann Gottfried Schnabel, L'Île de Felsenbourg (de), 1731.
- Anonyme (sous le pseudonyme d'Unca Eliza Winkfield), The Female American; or, The Adventures of Unca Eliza Winkfield, (en), 1767.
- Joachim Heinrich Campe, Le Robinson des jeunes (de), 1779.
- Henri Lemaire, Le Petit Robinson ou les Aventures de Robinson Crusoé, vers 1810.
- Johann David Wyss, Le Robinson suisse, 1812.
- Eugénie Foa, Le Petit Robinson de Paris ou le triomphe de l'industrie, Paris, A. Eymery, 1827.
- Ernest Fouinet, Le Robinson des glaces, Paris, Eymery, 1835[1].
- James Fenimore Cooper :
  - Le Robinson du Pacifique, 1835.
  - Le Cratère ou le Robinson américain (en), 1847.
- Madame Mallès de Beaulieu, Le Robinson de douze ans, histoire intéressante d'un mousse abandonné dans une île déserte, Paris, P.-C. Lehuby, 1845.
- Mayne-Reid, Les Robinsons de Terre Ferme, 1852.
- Robert Michael Ballantyne, L'Île de corail, 1858.
- Émile Carrey, Les Aventures de Robin Jouet, Tours, Alfred Mame, 1865.
- André Laurie, L'Héritier de Robinson, Paris, Hetzel, 1884.
- Jules Verne :
  - L'Île mystérieuse, 1874 - 1875 ;
  - L'École des Robinsons, 1882 ;
  - Deux ans de vacances, 1888 ;
  - Seconde Patrie, 1900 (suite du Robinson suisse de Johann David Wyss) ;
  - L'Oncle Robinson, 1991 (publiée à titre posthume, écrite vers 1869 - 1870).
- Max Diacon, Le Robinson neuchâtelois, Neuchâtel, Éditions Henri Messeiller, 1895.
- Saint-John Perse, Images à Crusoé (1909).
- Arthur Conan Doyle, Le Monde perdu (1912), où les héros n'y sont pas isolés sur une île entourée d'eau, mais sur un tepuy (haut plateau).
- Jean Giraudoux, Suzanne et le Pacifique, 1921.
- Pierre Maël, Robinson et Robinsonne, Paris, Hachette, 1938.
- William Golding, Sa Majesté des mouches, 1954.
- Robert Merle, L'Île, 1962.
- Marlen Haushofer, Le Mur invisible, 1963.
- James Archibald Houston, Tikta'liktak: An Eskimo Legend, 1965[2].
- Tom Neale, Robinson des mers du Sud, 1966.
- Michel Tournier :
  - Vendredi ou les Limbes du Pacifique, 1967.
  - Vendredi ou la Vie sauvage, 1971.
- Robert Merle, Malevil, 1972[3].
- Arto Paasilinna, Prisonniers du Paradis, 1974.
- William Steig, L'Île d'Abel, 1976.
- Michel Gall, La Vie sexuelle de Robinson Crusoé, 1977.
- Uri Orlev, Une île rue des oiseaux, 1981.
- Tracy Sinclair, Miss Robinson Crusoé, Toronto, 1989, Paris 1990, Harlequin.
- Michael Morpurgo :
  - Le Royaume de Kensuké, 1999.
  - Le mystère de Lucy Lost, 2015[4].
- Nikolaus Heidelbach, La Reine Gisèle, 2006[4].
- Hubert Ben Kemoun, Le Ventre de la chose (illustré par Stéphane Girel), 2008[4].
- Sylvain Tesson, Dans les forêts de Sibérie, 2011.
- Patrick Chamoiseau, L'Empreinte à Crusoé, Paris, Éditions Gallimard, 2012.
- Florence Thinard, Encore heureux qu'il ait fait beau, 2013[4].
- Jacques Van Green, On part vivre sur une île déserte, 2013[4].
- Thomas Lavachery, Henri dans l'île, Paris, L'école des loisirs, 2022.

### Bande dessinée
- Hergé, Les Aventures de Tintin : Le Secret de La Licorne & Le Trésor de Rackham le Rouge, 1943 & 1945.
- Fred, Le Naufragé du « A », épisode de Philémon, 1972.
- Vincent Dugomier et Batem, Robinson Academy, 2005.

### Cinéma
- Les Aventures de Robinson Crusoé - un court métrage muet de Georges Méliès sorti en 1902.
- Le Petit Robinson Crusoë, film américain réalisé par Edward F. Cline et sorti en 1924.
- Charlemagne - film de Pierre Colombier, sorti en 1933.
- Le Commandant de l'île aux oiseaux - film soviétique de Vassili Pronine, produit par Gorki Film Studio sorti en 1939.
- Les Aventures de Robinson Crusoé - films mexicains réalisé par Luis Buñuel, sorti en 1954.
- Dieu seul le sait - film américain réalisé par John Huston, sorti en 1957.
- La Petite Hutte - film de Mark Robson, sorti en 1957.
- Les Robinsons des mers du Sud - film de Ken Annakin sorti en 1960.
- Sa Majesté des mouches - film de Peter Brook, sorti en 1963.
- Tu imagines Robinson - film de Jean-Daniel Pollet, sorti en 1967.
- Duel dans le Pacifique - film de John Boorman, sorti en 1968.
- Enemy - film de science-fiction réalisé par Wolfgang Petersen, sorti en 1985.
- L'Île oubliée - film dramatique américain réalisé par Harry Hook, sorti en 1990.
- Les Naufragés du Pacifique - film américain réalisé par Stewart Raffill sorti en 1998.
- 6 jours, 7 nuits - film américain réalisé par Ivan Reitman, sorti en 1998.
- Seul au monde - film de Robert Zemeckis (2000) avec Tom Hanks, tourné sur l'île Monuriki, petit îlot de l'archipel Mamanuca des îles Fidji.
- À pas de loup - film réalisé par Olivier Ringer, sorti en 2011.
- Seul sur Mars - film de science-fiction réalisé par Ridley Scott, sorti en 2015.
- Arctic - film réalisé par Joe Penna, sorti en 2018.

### Animation
- Gros Poisson Crusoé (Rabbitson Crusoe) - cartoon réalisé par Friz Freleng, sorti en 1956.
- Flo et les Robinson suisses - série d'animation helvético-japonaise, créé en 1981 par Oshirô Kuroda
- Robinson et compagnie - film d'animation français de Jacques Colombat, sorti en 1991.
- Les Razmoket rencontrent les Delajungle - film d'animation américain de Norton Virgien et Igor Kovaljov (en), sorti en 2003.
- Selkirk, le véritable Robinson Crusoé - film d'animation de Walter Tournier, sorti en 2012.
- La Tortue Rouge - film d'animation de Michael Dudok de Wit, sorti en 2016.
- Robinson Crusoe (The Wild Life) - film d'animation franco-belge de Vincent Kesteloot et Ben Stassen, sorti en 2016.

### Télévision
- L'Île aux naufragés, série de Sherwood Schwartz (1964 - 1967)
- Perdus dans l'espace, série américaine (1965-1968) et son remake de 2018.
- Les Robinsonnes, téléfilm français de Laurent Dussaux, 2004
- Lost : Les Disparus, série de J. J. Abrams, Damon Lindelof et Jeffrey Lieber, diffusée de 2004 à 2010 sur ABC, qui se déroule sur une île mystérieuse.

### Jeu vidéo
- Retour sur l'île mystérieuse, 2005.
- Les Sims 2 : Naufragés, 2007.
- Minecraft, 2011.
- Raft.
- Ark.